# Calle del Piamonte

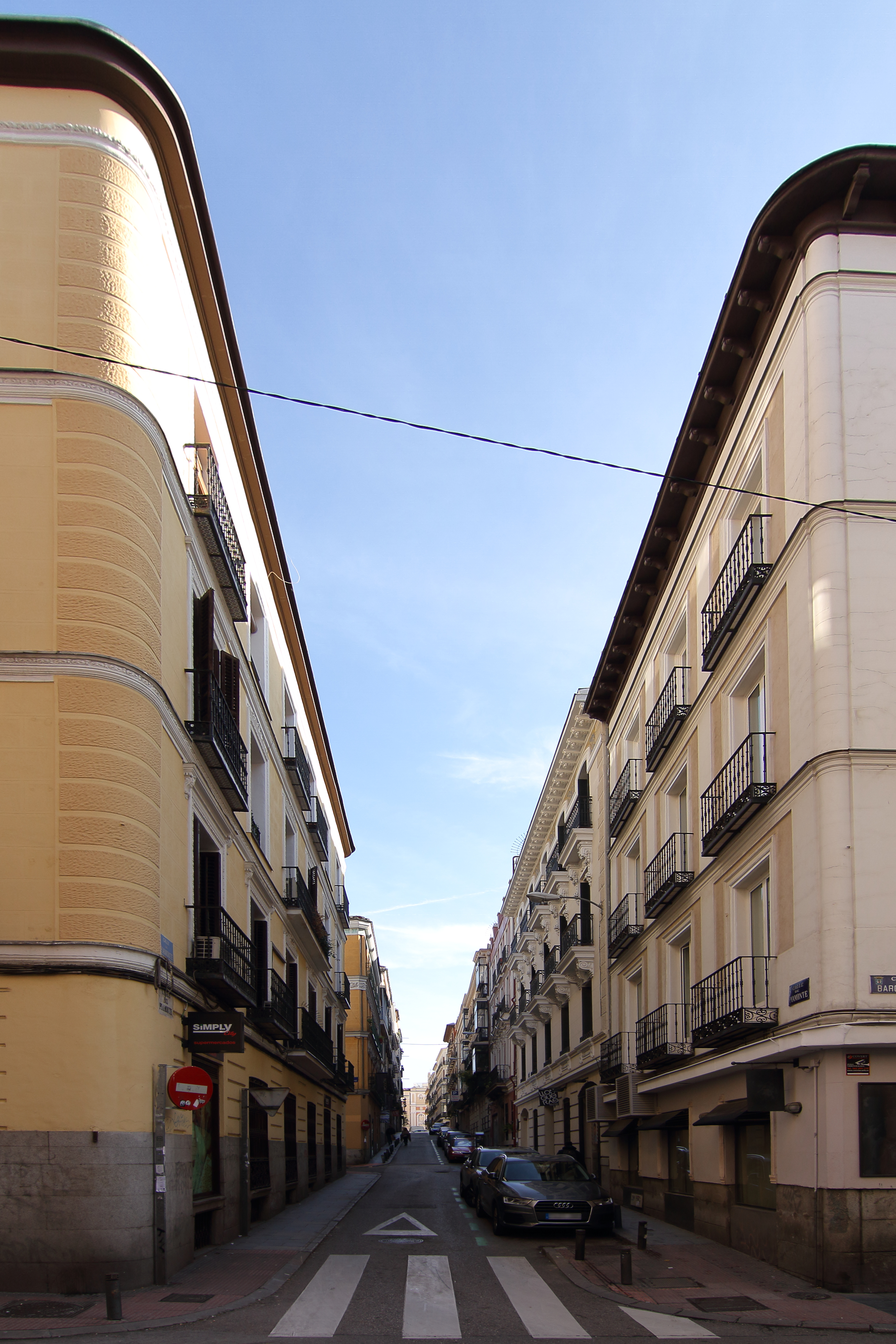
Calle de Piamonte, desde la calle de Barquillo

La calle de Piamonte (o del Piamonte) es una vía pública de Madrid (en el barrio de Justicia del distrito Centro) entre las calles de Góngora y del Conde de Xiquena, en el límite del barrio de Chueca. Nacida como avenida para la parada militar de los tercios del general Diego Mexía Felípez de Guzmán hacia 1639, fue luego poblándose de mansiones para nobles y aristócratas de los siglos XVII y XVIII que, ya en el siglo XX, se reconvirtieron en edificios democráticos como la Casa del Pueblo y que desde finales de ese siglo han convocado a la élite gay afincada en la Villa.

## Historia
El nombre de esta calle —con el que aparece tanto en el plano de Texeira (1656) como en el de Espinosa— le viene de la instalación en estos descampados en 1639 del campamento de las tropas del Marqués de Leganés, tras la gran ofensiva en el Piamonte. Otra versión, aunque sin fundamento por lo expuesto en el plano de Texeira y denunciada así por los cronistas Hilario Peñasco y Carlos Cambronero, atribuye el origen del nombre a la llegada a España de la reina María Luisa de Saboya, esposa de Felipe V.
Ramón de Mesonero Romanos la menciona en sus paseos por El antiguo Madrid (1861) con salida a la calle de los «Reyes alta ó Salesas», y habla de la prisión de mujeres que ocupó el edificio antes destinado a las misiones de san Vicente de Paul, junto al edificio señorial, aun conservado, del conde de Vegamar.

### Edificios desaparecidos
En el número 2 de esta calle estuvo la Casa del Pueblo, ocupando el antiguo palacio ducal de Béjar, adquirida por el PSOE en el año 1907 (que pagó por ella 315.000 pesetas, a su propietario Jaime Roca de Togores, duque de Béjar. La que llegaría a ser la más importante casa del pueblo de España, fue inaugurada por Pablo Iglesias el 28 de noviembre de 1908. Tras finalizar la Guerra Civil Española, fue clausurada el 27 de marzo de 1939 e incautados todos sus bienes por el gobierno del bando fascista. Finalmente, y a pesar de su aristocrático origen, el edificio fue demolido en 1953.
También informa Répide de que en la esquina con la calle de Góngora, formando parte del espacio que ocupó la plazuela del duque de Frías, y su palacio, tuvo sede la embajada francesa, vecina al palacete de los Fernández de Velasco. 